# Kök-Töbe
Kök-Töbe (kasachisch Көктөбе ‚blauer‘ oder ‚grüner Hügel‘) ist ein 1130 m hoher Berg am Rande des Kungei-Alatau-Gebirges in der direkten Nähe der kasachischen Stadt Almaty (800 bis 1000 m). Der Berggipfel ist über eine Seilbahn aus dem Zentrum von Almaty und über eine Verkehrsstraße zu erreichen.
Auf dem südöstlichen Bergausläufer befindet sich der im Jahr 2001 renovierte und 372 Meter hohe Fernsehturm Almaty – das höchste Bauwerk der Stadt.
Im Jahr 2007 wurde auf dem Berg eine Bronzestatue für die britische Rockband Beatles errichtet.

## Bildergalerie

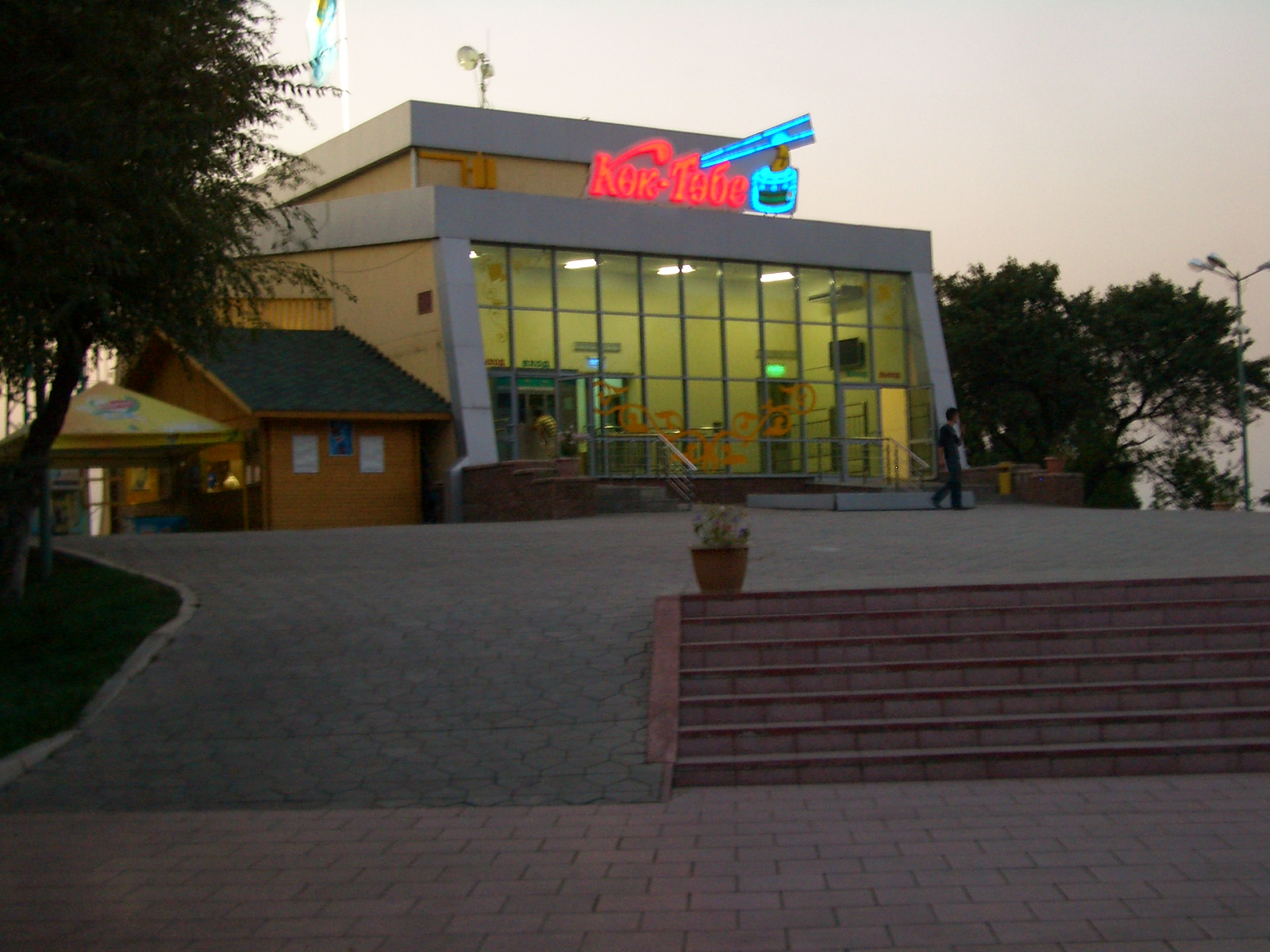
Station der Seilbahn am Berg
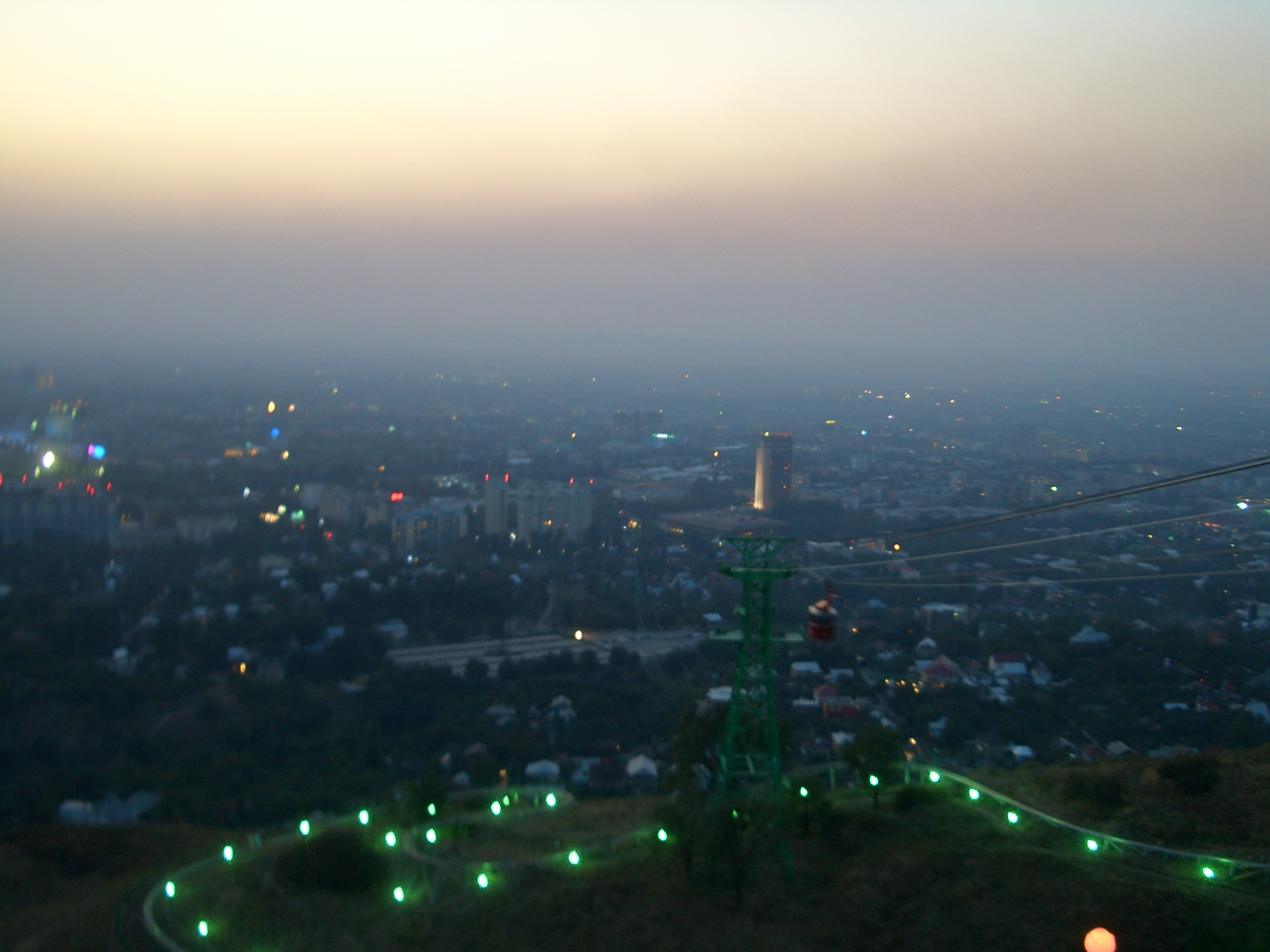
Blick auf Almaty am späten Abend